# Reserve, Novi Meksiko
Reserve je selo u okrugu Catronu u američkoj saveznoj državi Novom Meksiku. Sjedište je okruga. Prema popisu stanovništva SAD 2010. ovdje je živjelo 289 stanovnika, što je manje od 389 s popisa 2000. godine. Poznat je kao mjesto gdje je Elfego Baca zadržao bandu teksaških kauboja koji su ga htjeli ubiti jer je uhitio kauboja Charlesa McCartyja.

## Zemljopis
Nalazi se na 33°42′31″N 108°45′39″W / 33.70861°N 108.76083°W  (33.708493, -108.760822). Prema Uredu SAD-a za popis stanovništva, zauzima 1,4 km2 površine, sve suhozemne.
Smjestio se u dolini rijeke San Francisca. Okružuje ga Nacionalna šuma Gila. U blizini je granica s Arizonom. U okolici su ruševine građevina plemena Mogollona i Anasazija, petroglifi i povijesna mjesta Starog Zapada. Catron je okrug od 1921. godine. Ime je dobio prema odvjetniku i političkom čelniku iz Santa Fea, Thomasu B. Catronu.

## Stanovništvo
Prema podatcima popisa 2000. u Reserveu bilo je 387 stanovnika, 177 kućanstava i 103 obitelji, a stanovništvo po rasi bili su 80,10% bijelci, 0,52% afroamerikanci, 0,52% Indijanci, 13,95% ostalih rasa, 4,91% dviju ili više rasa. Hispanoamerikanaca i Latinoamerikanaca svih rasa bilo je 40,57%.